# Conus bruuni
Conus bruuni is een in zee levende slakkensoort uit het geslacht Conus. De slak behoort tot de familie Conidae. Conus bruuni werd in 1958 beschreven door Powel. Net zoals alle soorten binnen het geslacht Conus zijn deze slakken roofzuchtig en giftig. Zij bezitten een harpoenachtige structuur waarmee ze hun prooi kunnen steken en verlammen.